# Friedrich von Warnstedt

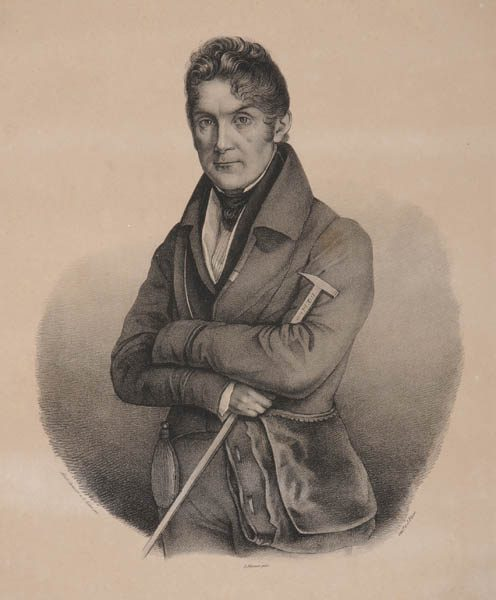
Jakob Filser: Friedrich von Warnstedt (um 1830)

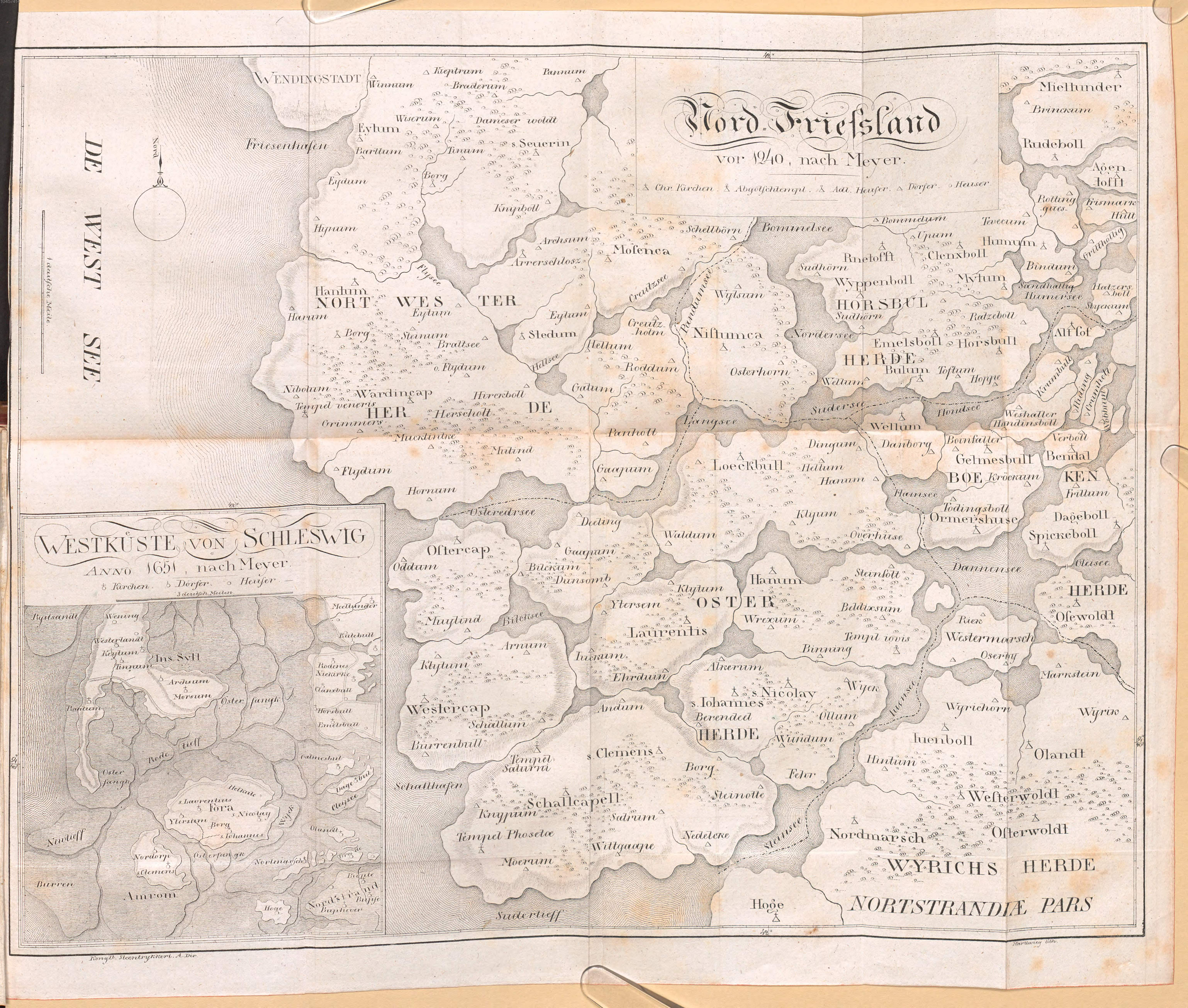
Karte aus dem Buch von 1824 zeigt Nordfriesland vor 1240

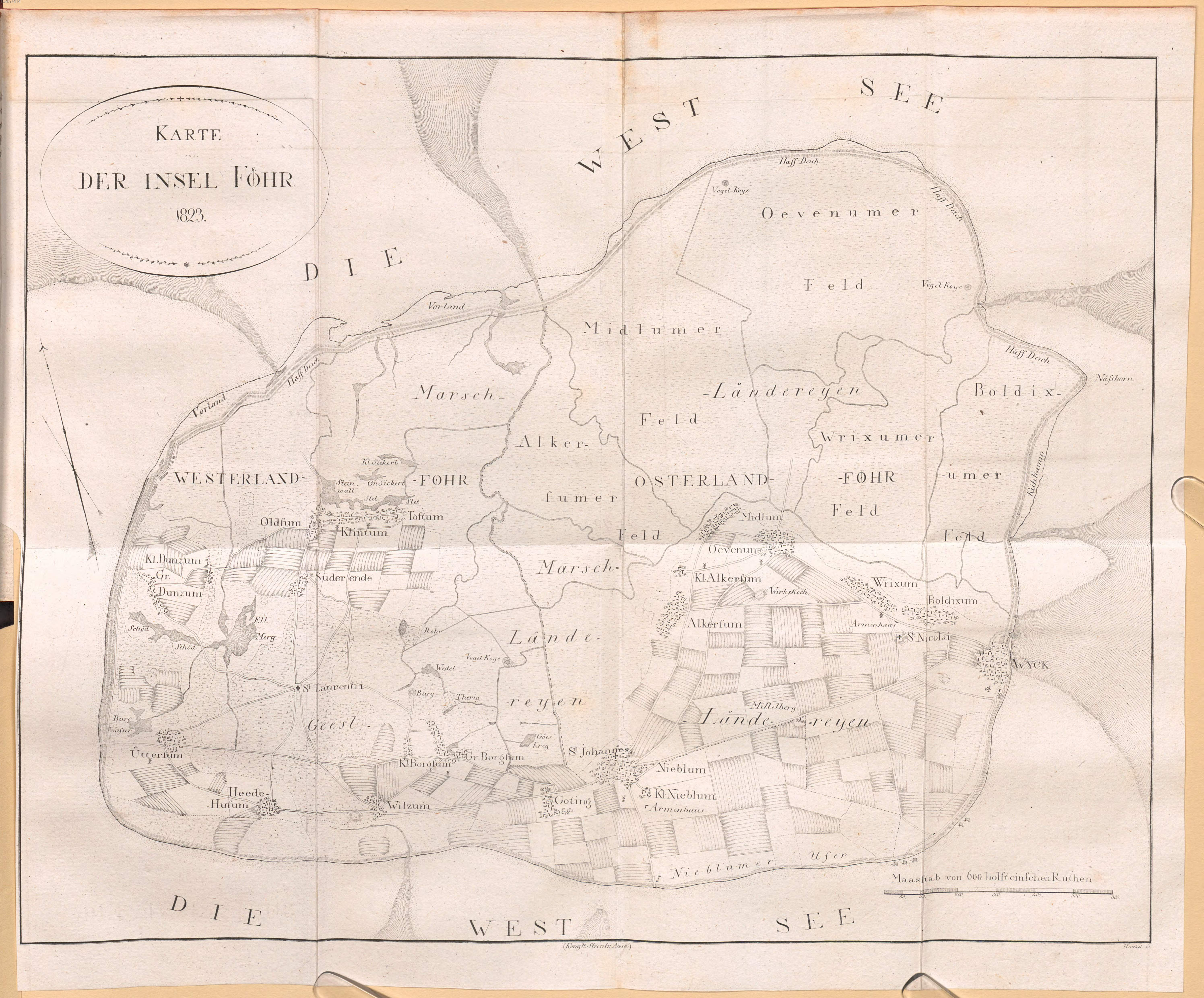
Karte der Insel Föhr von Warnstedt
(aus dem Buch von 1824)

Friedrich Emil Georg von Warnstedt (* 7. November 1785 auf dem Gut Loitmark in der Landschaft Schwansen; † 10. Dezember 1836 im Schloss Traventhal bei Bad Segeberg) war ein dänischer Beamter und Schriftsteller.

## Leben
Friedrich von Warnstedt wurde als Sohn des Friedrich Karl von Warnstedt (* 13. Februar 1750 auf dem Gut Loitmark; † 5. September 1811 ebenda), Gutsbesitzer, dänischer Geheimer Konferenzrat und Forstmeister und dessen Ehefrau Johanna Wilhelmine Friederike  (* 11. November 1747 auf dem Gut Rundhof; † 22. Juni 1827 in Espenis in der Landschaft Schwansen), geb. von Rumohr, geboren.
Seine Brüder waren: 
- Franz Ludwig Ferdinand von Warnstedt (* 1. Juni 1783 in Loitmark; † 4. Juli 1840 ebenda), Herr auf Loitmark und Espenis, verheiratet mit Lucie (*  7. Februar 1786 in Altona; † 26. November 1870 in Itzehoe),  geb. Matthiessen. Ihr gemeinsamer Sohn war der Geheime Regierungsrat Adolf von Warnstedt;

- Hans Adolf von Warnstedt (* 22. Oktober 1791 in Loitmark; † 1. Oktober 1853 in Altona), Forst- und Jägermeister im Herzogtum und Ritter vom Dannebrogorden, verheiratet mit Susanne Auguste Adelheid Clara (* 25. September 1790 in Kopenhagen; † 26. September 1874 in Plön)[3], eine Tochter von Graf Carl Ludwig von Baudissin (1756–1814), königlich dänischer Generalleutnant, Gouverneur von Kopenhagen und Gesandter in Berlin.

Nach Beendigung seiner Studien wurde Friedrich von Warnstedt zum königlich dänischen Kammerjunker ernannt.
1824 erhielt er das Amt eines Oberlandwegeinspektors im Herzogtum Holstein. Am 22. Mai 1826 wurde er königlich dänischer Kammerherr.
Er war nicht verheiratet und verstarb kinderlos.

## Mitgliedschaften
Er war Vorstandsmitglied der in Kiel gegründeten Königlich Schleswig-Holstein-Lauenburgische Gesellschaft für die Sammlung und Erhaltung vaterländischer Alterthümer.

## Auszeichnungen
Er wurde zum Ritter vom Dannebrogorden ernannt.

## Werke
- William Spence; Friedrich von Warnstedt: Beviis at National-Ringdom of National-Velstand ikke maa edledes af udvortes men indvortes Kilder; eller: Britanien uafhaengig af Handelen. Kiøbenjavn: Brummer, 1820.
- Die Insel Föhr und das Wilhelminen Seebad 1824: mit 2 Charten u. 5 Zeichnungen. Schleswig, 1824 (Digitalisat).
- Ueber das Macademisiren; oder gesammelte Andeutungen über den Steinschlag-Strassenbau, mit besonderer Rücksicht auf Holstein: gedruckt als Manuskript für Freunde und Betheiligte. Hamburg Hartwig & Müller, 1824.
- Über die im Studierzimmer abgestochene Wegeslinie von Rendsburg nach Neumünster. Hamburg Perthes & Besser 1832.
- Die Travensalzer Saline bey Oldesloe und Nachrichten über die in den Jahren 1831 und 1832 daselbst gemachten Bohr-Versuche: eine Denkschrift für Wiederaufnahme der dortigen Untersuchungs-Arbeiten, um jenem, der Provinz und dem Königreiche wichtigen Institute daselbst neues Leben, und somit dem Staate größeren Gewinn zu sichern. 1833.
- Ueber Alterthums-Gegenstande, auf welche die Gesellschaft für die Sammlung und Erhaltung vaterländischer Alterthümer die Aufmerksamkeit hinzuleiten wünscht. Eine Ansprache. Mohr, Kiel 1835 (Digitalisat).